# Петер Липчеи
Петер Липчеи (мађ. Lipcsei Péter; 28. март 1972) је био мађарски фудбалер, репрезентативац и фудбалски тренер. Проглашаван је два пута фудбалером године у Мађарској 1991. и 1995. године.

## БКаријера
Липчеи се као тинејџер преселио у будимпештански Ференцварош 1990. године, где је 1991. освојио своју прву титулу у Купу Мађарске, победом од 1 : 0 над Вац Изоом МТЕ, и брзо стекао статус мађарског репрезентативца. Као везиста, са клубом је освојио титулу првака Немзети Бајнокшага 1992. и 1995. године, а такође је три пута заредом, од 1993. до 1995., освојио национални куп. Први пут је привукао међународну пажњу са шест голова као најбољи стрелац у Купу победника купова Европе 1991/92, где су он и клуб испали у другом колу од каснијег победника Вердера из Бремена, а његов трансфер у иностранство догодио се лета 1995. године.
Липчеи је имао трогодишњи уговор са ФК Портом, али је био коришћен спорадично. Упркос освајању шампионске титуле у Примери Дивизиону у сезони 1995/96, следеће сезоне је провео на позајмици у СЦ Еспињу и Ференцварошу из Будимпеште. У јануару 1999. прешао је у СВ Аустрију Салцбург у Бундеслиги, где је у наредне две сезоне остао у улози резервног играча.
Липчеј се 2000. године вратио у Ференцварош из Будимпеште и поново освојио шампионску титулу у сезони 2000/01. Године 2003, заједно са двоструким стрелцем Атилом Текелијем, голманом Лајошом Сичем, Золтаном Гером, Јожефом Келером и Атилом Драгонером, освојио је пехар победом од 2-1 над Дебреценским Вашуташем ШК, а следеће године освојио је дуплу круну. Клуб је 2006. године осуђен на принудно испадање, али Липчеи је остао веран клубу и помогао му да се 2009. године врати у највишу мађарску лигу. Своју активну каријеру завршио је 2010. године.
Одиграо је своју последњу репрезентативну, од 58 међународних утакмица, против Велса у фебруару 2005. године.
Након пензионисања, Липчеи је остао у Ференцварошу из Будимпеште, где је седам година радио као тренер резервног тима и омладинског погона. У лето 2017. преузео је тренерску позицију у ШК Шорокшар.

## Достигнућа

### Са клубом
Ференцварош
- Прва лига Мађарске у фудбалу
  - шампион (4): 1991/92, 1995 , 2001, 2004.
  - друго место (5): 1991, 1998, 2002, 2003, 2005
  - треће место (1): 1993.
- Куп Мађарске у фудбалу
  - победник (6): 1991, 1993, 1994, 1995, 2003, 2004.
  - финалиста (1): 2005
- Суперкуп Мађарске
  - победник (3): 1994., 1995, 2004.[note 2]
  - финалиста (2): 1992., 2003.
- УЕФА Лига шампиона
  - групна фаза (1): 2004/05.|2004/05
- Друга мађарска лига
  - шампион (1): 2008/09.
  - друго место (1): 2006/07.
  - трече место (1): 2007/08.

 Порто
- Прва лига Португалије у фудбалу
  - шампион (1): 1996.
- Суперкуп Португала
  - победник (1): 1996.

 Ред Бул Салцбург
- Куп Аустрије у фудбалу
  - финалиста (1): 2000.

### Индивидуално
- Ференцварош:
  - Најбољи стрелац КПК: 1991/92
- Ференцварош,  ФК Порто:
  - Мађарски фудбалер године: 1991. и 1995.

## Белешка
1. ↑  Од 2005. године клуб је променио име у ФК Ред бул Салцбург, не мешати са новооснованим клубом ФК Аустрија Салцбург
2. ↑  Ференцварош је у оба случаја, 1995. и 2004. био државни шампион и победник купа, тако да је аутоматски био победник суперкупа